# Ulmer Erklärung
Die Ulmer Erklärung ist eine im Rahmen eines Bekenntnisgottesdienstes am 22. April 1934 im Ulmer Münster veröffentlichte Erklärung der Bekenntnisgemeinschaft aus Pfarrernotbund, freien Synoden und den Bischöfen der Landeskirchen August Marahrens (Hannover), Hans Meiser (Bayern) und Theophil Wurm (Württemberg), in der die Versammelten sich gegen die Vereinnahmung der evangelischen Kirche durch die Nationalsozialisten wandten. Die Erklärung richtete sich gegen die Entwicklung zur nationalsozialistischen Reichskirche, die von den Deutschen Christen angestrebt wurde, sowie gegen die kritiklose Übernahme nationalsozialistischer Positionen durch die meisten Landeskirchen.
Vorher hatte es Eingriffe der Reichskirchenregierung in Tätigkeit und Organisationsstruktur der Württembergischen Landeskirche gegeben. Aus Protest formierten sich einzelne Gemeinden innerhalb der Deutschen Christen zusammen mit ihren Pfarrern zu „bekennenden Gemeinden“. Die kirchliche Opposition distanzierte sich erstmals vom Reichskirchenregiment und bezeichnete sich (auch in Abgrenzung von der Deutschen Evangelischen Kirche) als rechtmäßige evangelische Kirche Deutschlands: „Wir versammelten Vertreter der württembergischen und bayrischen Landeskirchen, der Freien Synode im Rheinland, in Westfalen und Brandenburg, sowie vieler bekennender Gemeinden und Christen in ganz Deutschland erklären als rechtmäßige evangelische Kirche Deutschlands vor dieser Gemeinde und der gesamten Christenheit. …“ Bischof Hans Meiser erklärte für die versammelten Initiatoren: „Um der dauernden Gefährdung des Bekenntnisses willen stellen wir uns […] dar als eine Einheit, die durch die Kraft Gottes treu zum Bekenntnis zu stehen gedenkt, obschon wir damit rechnen müssen, dass uns dadurch viel Not erwachsen wird. …“ Die Ulmer Erklärung markiert den Beginn der Bekennenden Kirche.